# Меромиктичко језеро
Меромиктичко језеро (грч. mero — умерен, благ и грч. miktos — измешан) је језеро у којем се према термичкој класификацији врши мешање дела водене масе, до одређене дубине. Таква језера се одликују већом густином воде у дубљим слојевима у односу на површински слој. То је узроковано чињеницом да су то језера са слатком и сланом, односно сланастом и сланом водом. Таква циркулација запажа се у басенима у аридним областима. 